# France Forever
Pour l’article homonyme, voir France Forever (organisation américaine).
Le mobile à la croix de Lorraine dit France Forever est une sculpture réalisée par Alexander Calder en 1942. Ce mobile réalisé au bénéfice de la résistance française est conservé à l'Historial Charles de Gaulle, à Paris. 

## Histoire
En 1942, Alexander Calder offre son œuvre France Forever à un groupe du même nom, soutien de la résistance française fondé aux États-Unis. Réalisée peu de temps avant l’entrée en guerre des Etats-Unis, Alexander Calder s’affirme à travers cette œuvre, comme un fervent défenseur de la liberté et de la France. 
Dès 1933, Alexander et son épouse Louisa décident de quitter l’Europe face à la montée du fascisme. Francophile convaincu et amoureux de la France, Calder souhaite participer à son échelle à l’effort de guerre en intégrant la Marine afin de travailler, notamment, sur les techniques de camouflage. Rejeté par l’armée, l’artiste participe à la lutte par d’autres moyens : en plus d’obtenir des visas américains pour les artistes européens en exil, Calder intègre le groupe France Forever et deviens l’un des maillons d’un effort financier et moral, pour faire reconnaître la France Libre comme allié à part entière. En 1944, à l’occasion d’une exposition, l'œuvre France Forever est proposée à la vente, afin que les bénéfices soient reversés aux combattants résistants. Alexander Calder est le seul artiste américain à y prendre part. Selon Alfred Pacquement, conservateur général du patrimoine, historien d’art, directeur honoraire du musée national d’Art moderne et président d'honneur de l'association de l'atelier Calder : « France Forever, par ses références historiques et le contexte qui voit naître cette sculpture est une œuvre exceptionnelle, témoignage d’un engagement militant comme chef d’œuvre artistique. »
Depuis son achat en 1944, l'œuvre était restée entre les mains de propriétaires privés. Daniel Cordier, résistant, historien, élevé au rang de chancelier d'honneur de l'Ordre de la Libération, se porte parrain de l'acquisition auprès du musée de l'Armée qui souhaite en faire l'acquisition. En 2020, l'œuvre est acquise par le musée grâce au mécénat du CIC. France Forever fut la première pièce d'art moderne des collections du musée de l'Armée. La sculpture est dorénavant présentée dans l'entrée de l'Historial Charles de Gaulle au sein d'une scénographie dédiée.

## Description
Ce mobile est composé de trois étages. Le premier présente trois pétales aux couleurs du drapeau tricolore français, le second est associé à une croix de Lorraine, jaune vif voire solaire, symbole de la Résistance. Plus bas, une nuée noire représentant l'Allemagne nazie et l'Italie fasciste. « Il est fait de matériaux pauvres, un manche à balai, des objets trouvés, du bois, du carton. Cette pauvreté des matériaux symbolise la France qui survivra grâce au génie de la résistance et de ses amis et soldats compatriotes à l'étranger comme de ses habitants qui vont créer quelque chose de nouveau qui sauront recréer une nation [...] ». 